# Serra Riccò
Serra Riccò é uma comuna italiana da região da Ligúria, província de Génova, com cerca de 7.862 habitantes. Estende-se por uma área de 26 km², tendo uma densidade populacional de 302 hab/km². Faz fronteira com Casella, Genova, Mignanego, Montoggio, Sant'Olcese, Savignone.

## Demografia
| Variação demográfica do município entre 1861 e 2011                               |
|                                                                                   |
| Fonte: Istituto Nazionale di Statistica (ISTAT) - Elaboração gráfica da Wikipedia |